# Тимофеев, Пётр Петрович (геолог)
Пётр Петрович Тимофе́ев  (14 ноября 1918, Вязьма — 21 мая 2008) — советский и российский учёный-геолог, член-корреспондент Академии наук СССР (1976), лауреат Государственной премии СССР (1972).

## Биография
Родился 14 ноября 1918 года в городе Вязьме (Смоленская губерния) в семье служащих.
В 1943 году окончил геолого-почвенный факультет МГУ.
Работал в организациях Министерства угольной промышленности СССР (1943—1947), был аспирантом, младшим научным сотрудником (1947—1951), старшим научным сотрудником (1951—1960) Института геологических наук СССР.
В 1950 году защитил кандидатскую диссертацию на тему «Условия осадконакопления угленосных свит С26 и нижней части С27 юго-западной окраины Донбасса» и получил степень кандидата геолого-минералогических наук, а в 1968 — докторскую диссертацию на тему «Юрская угленосная формация Южной Сибири».
Заведующий лабораторией осадочных геологических формация ГИН АН СССР (1960).
В 1983 году организовал на геологическом факультете МГУ кафедру литологии и морской геологии и был её заведующим (1983—1989).
Директор Геологического института АН СССР (1986—1989).
Решал фундаментальные проблемы литологии и угольной геологии, метода детального комплексного литолого-фациального изучения осадочных образований, развитие генетического направления в геологии. Установил направленную и определяющую роль фациальной среды на процессы минерало- и породообрзования. Развивал учение о генезисе углей и рассеянного органического вещества. Выделил четыре типа торфонакопления в истории Земли, имеющих не только теоретическое, но и большое практическое значение при планировании поисковых и разведочных работ.

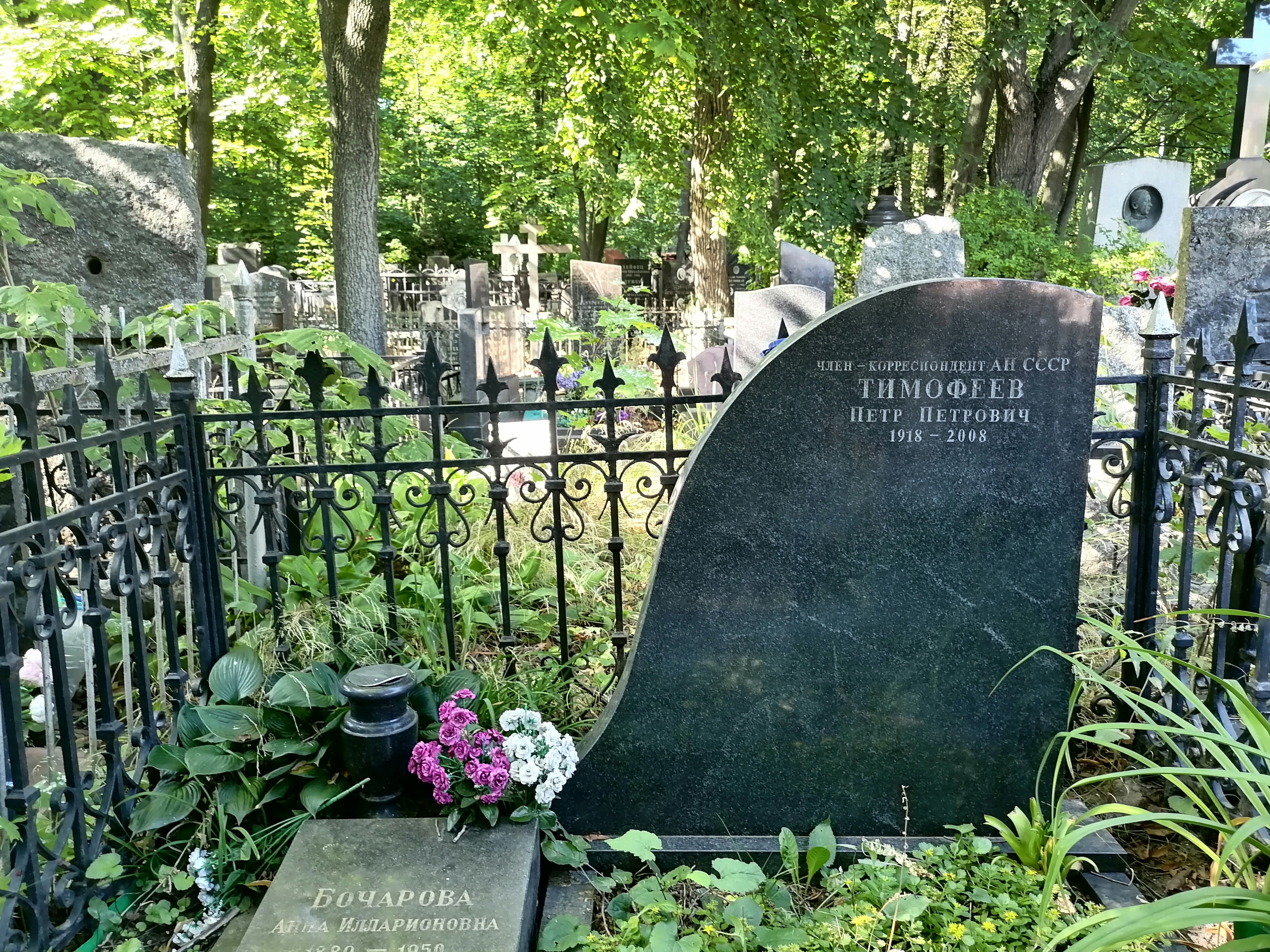
Могила на Введенском кладбище

Скончался 21 мая 2008 года в Москве. Похоронен на Введенском кладбище (2 уч.).

## Семья
Женат, двое детей.

## Награды и премии
- Государственная премия СССР (1972)
- Орден Октябрьской революции (1978)
- Орден Трудового Красного Знамени (1975)
- Орден Дружбы народов (1988)
- Премия Президиума АН СССР (1954)